# Mariska Hargitay
Mariska Hargitay, née le 23 janvier 1964 à Santa Monica en Californie, est une actrice et productrice américaine.
Elle devient célèbre pour son rôle d’Olivia Benson dans la série New York, unité spéciale qu'elle endosse depuis 1999. En 2020, le programme devient la plus longue série diffusée en prime time de toute l'histoire de la télé américaine. Prolongeant son action en dehors des écrans, elle fonde la Joyful Heart Foundation, qui vient en aide aux victimes d'abus sexuels. Depuis le début de sa carrière, elle a reçu pas moins de trente récompenses, dont plusieurs Golden Globes et Emmy Awards pour son rôle au sein de la série.
Elle est la fille de Jayne Mansfield et la fille adoptive de Mickey Hargitay.

## Biographie

### Enfance
Mariska Hargitay est née au St. John's Hospital à Santa Monica, en Californie.
Elle est la fille de Jayne Mansfield, actrice et sex-symbol des années 1950, et du chanteur et humoriste Nelson Sardelli (élevée par le culturiste, acteur et ancien Mister Univers d’origine hongroise Mickey Hargitay, elle ne découvre que bien plus tard l'identité de son père biologique). Ses prénoms sont hongrois et font référence à Marie de Magdala (Mariska est un diminutif de Marie). Son nom de famille est également d'origine hongroise et signifie « du comté de Hargita ». Mariska a deux demi-sœurs, Jayne Marie Mansfield et Tina Hargitay, deux frères, Miklós et Zoltán Hargitay et un demi-frère, Antonio Ottaviano (alias Tony Cimber), un ancien réalisateur de films.
Les parents de Mariska divorcent en mai 1963, mais ce divorce est invalidé car réalisé au Mexique. Ils se réconcilient quelques mois avant la naissance de Mariska en janvier 1964 mais se séparent rapidement de nouveau et en août 1964, le divorce mexicain est rendu légal. Quelques semaines plus tard, Jayne Mansfield épouse le réalisateur Matt Cimber, qui l’a dirigée en 1964 dans la pièce Bus Stop écrite par William Inge. Le 1er juillet 1966, Jayne Mansfield divorce du réalisateur Matt Cimber, juste un an après leur mariage. De cette courte union naquit un fils du nom d’Antonio Raphaël Ottaviano Cimber.
Le 29 juin 1967, Jayne Mansfield meurt dans un accident de la route entre La Nouvelle-Orléans et Slidell, en Louisiane. Son compagnon, Sam Brody, et le conducteur sont aussi tués. Endormie sur le siège arrière du véhicule, Mariska, alors âgée de trois ans et demi, en garde une cicatrice en zigzag sur la tempe. Ses frères Miklós et Zoltán sont également dans la voiture et s'en sortent avec des blessures mineures. Après la mort de leur mère, les trois enfants vont vivre avec leur père et sa troisième femme, Ellen Siano.
Mariska Hargitay joue dans des pièces de théâtre à l’école secondaire Marymount High School. Elle suit aussi des cours de théâtre et de télévision à l’université de Los Angeles (où elle est membre de la congrégation Kappa Kappa Gamma) mais abandonne six mois avant d’être diplômée pour se consacrer à sa carrière débutante.

### Carrière

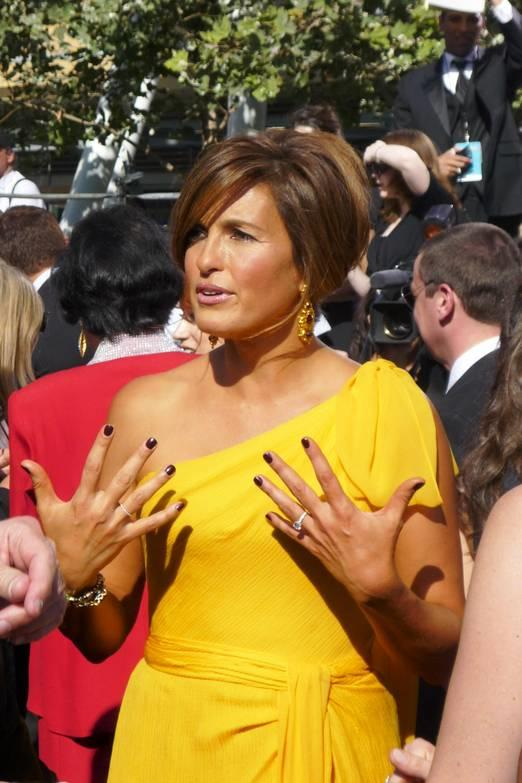
Mariska Hargitay le 21 septembre 2008.

En 1982, Mariska Hargitay est couronnée Miss Beverly Hills et arrive quatrième au concours de Miss Californie. Elle fait ses débuts à l’écran avec un petit rôle dans le film Star 80. Quelques années plus tard, elle décroche un rôle récurrent dans les séries télévisées Downtown (en) et Falcon Crest, où elle joue le personnage de Carly Fixx. En 1992, elle interprète l’agent de police Angela Garcia dans la série Tequila et Bonetti, et apparaît dans un épisode de la quatrième saison de la série Seinfeld. Deux ans plus tard, Mariska Hargitay interprète Didi Edelstein, la voisine sexy dans la sitcom Can't Hurry Love, qui met en vedette Nancy McKeon. En 1997, Mariska Hargitay joue l’inspecteur Nina Echeverria dans la série dramatique Prince Street, et joue Cynthia Hooper, un personnage récurrent de la quatrième saison d’Urgences. Ce rôle lui donne une certaine médiatisation qui l'aide à se faire connaître.
Mariska Hargitay apparaît dans de nombreux autres programmes télévisés, comme : Freddy, le cauchemar de vos nuits, Ellen, All American Girl, Alerte à Malibu, Cracker, Gabriel Bird, Dans la chaleur de la nuit, JoJo's Circus, Le Célibataire, Un flic dans la mafia et Génération Pub. Sa voix est utilisée en 2005 dans le jeu vidéo True Crime : New York City. Mariska Hargitay a aussi un rôle secondaire (« prostituée dans un bar ») dans le film de 1995 Leaving Las Vegas et remplace brièvement Gabrielle Fitzpatrick dans le film Power Rangers, bien que les séquences sont considérées comme inutilisables.
Depuis 1999, Mariska Hargitay interprète Olivia Benson, la tête d’affiche féminine dans la série dramatique New York, unité spéciale. « En tant que femme, il est gratifiant de jouer un rôle avec tellement de facettes », a-t-elle déclaré sur son site officiel. « Olivia n’est pas seulement un flic compétent et débrouillard, elle est aussi une femme faisant preuve d’empathie et qui peut être émue par les victimes de ces terribles crimes sans compromettre son professionnalisme ». Mariska Hargitay est nommée « l’actrice de télévision la mieux payée travaillant actuellement» dans l’édition 2008 du Livre Guinness des records. En 2015, elle apparaît dans le clip Bad Blood de la chanteuse Taylor Swift qui est fan de son personnage.
En 2020, le programme devient la plus longue série diffusée en prime time de toute l'histoire de la télé américaine alors que Mariska Hargitay occupe le rôle d'Olivia Benson depuis la toute première saison.

### Vie privée
Mariska Hargitay parle hongrois, français, espagnol et italien, aussi bien qu’anglais. Le 28 août 2004, à Santa Barbara, en Californie, elle épouse Peter Hermann, un acteur et écrivain qui est souvent apparu dans New York unité spéciale dans le rôle de l’avocat de la défense Trevor Langan. Le 28 juin 2006, elle donne naissance à August Miklos Friedrich Hermann, par césarienne. Durant les derniers mois de sa grossesse, elle prend un congé de maternité et est temporairement remplacée dans la série par Connie Nielsen. En avril 2011, le couple adopte Amaya Joséphine Hermann, une petite fille afro-américaine née le 29 mars 2011,. Elle est baptisée le 3 juin 2012. Ils l’appellent « Amaya » car « Maya » est un des prénoms préférés de Mariska. Elle ajoute un « A » pour que sa fille ait les mêmes initiales que son grand frère : A. H. L'actrice a gardé le secret et l'a annoncé à la presse quelques jours après la venue d'Amaya dans la famille. En octobre 2011, l'actrice et son mari adoptent leur troisième enfant : Andrew Nicolas Hermann, né le 10 juillet 2011.
Lors de sa victoire aux Emmy Awards, le 27 août 2006, elle met un point d’honneur à remercier son père pour tout ce qu’il a fait pour elle dans sa vie. À peine 17 jours plus tard, le 14 septembre 2006, son père meurt, à 80 ans d’un myélome multiple à Los Angeles, en Californie. Elle est devenue depuis un membre honoraire de la Fondation pour la recherche sur le myélome multiple (Multiple Myeloma Research Foundation).
Dès le début de la diffusion de New York unité spéciale, elle reçoit de nombreuses lettres de victimes de viols. Émue par leur souffrance, elle fonde en 2004 The Joyful Heart Foundation, une association de soutien aux victimes d'agressions sexuelles. La fondation travaille sur le plan éducatif (conférences de victimes, initiatives pour l'engagement des hommes) et juridique (accès à la justice, campagnes autour du problème des kits de viol non analysé, etc.). Sur ce dernier point, Mariska Hargitay est appelée à témoigner devant le congrès en 2017.
Elle a aussi travaillé avec le programme d’intervention contre les agressions sexuelles et les violences du Mont Sinai (Mount Sinai Sexual Assault and Violence Intervention program), la campagne de NBC The More You Know, le Safe Horizon, le Rape Crisis Treatment Center de Santa Monica, le projet ALS dont l’objectif est de trouver un remède à la sclérose latérale amyotrophique, les Girl Scouts of the United States of America et l’institut James Redford pour la sensibilisation aux transplantations (le programme James Redford Institute for Transplant Awareness).
Elle apparaît avec son fils, August, dans une publicité Got Milk? en janvier 2007.

## Filmographie

### Cinéma
- 1985 : Ghoulies de Luca Bercovici : Donna
- 1986 : Jocks de Steve Carver : Nicole
- 1988 : Mr Universe de György Szomjas : elle-même
- 1991 : Hard Time Romance de John Lee Hancock : Anita
- 1991 : The Perfect Weapon  de Mark DiSalle : Jennifer
- 1991 : Sutoroberi rodo (ストロベリーロード?) de Koreyoshi Kurahara : Jill Banner
- 1993 : Bank Robber de Nick Mead : Marisa Benoit
- 1993 : Come the Morning de Michael O. Sajbel : femme d'Église
- 1995 : Leaving Las Vegas de Mike Figgis : prostituée dans un bar
- 1999 : Lake Placid de Steve Miner : Myra Okubo
- 2001 : Perfume de Michael Rymer : Darcy
- 2006 : Les Contes de Terremer de Gorō Miyazaki : Tenar
- 2008 : Love Gourou (The Love Guru) de Marco Schnabel : elle-même

### Télévision
- 1986 : Downtown (en)(série télévisée) - Saison 1, 14 épisodes : Jesse Smith
- 1988 : Dans la chaleur de la nuit (In the Heat of the Night) (série télévisée) - Saison 1, épisode 8 : Audine Higgs
- 1988 : Freddy, le cauchemar de vos nuits (Freddy's Nightmares - A Nightmare on Elm Street: The Series) (série télévisée) - Saison 1, épisode 4 : Marsha
- 1988 : Falcon Crest (série télévisée) - Saison 8, 15 épisodes : Carly Fixx
- 1989 : Finish Line de John Nicolella (téléfilm) : Lisa Karsh
- 1989 : Alerte à Malibu (Baywatch) (série télévisée) - Saison 1, épisode 3 et 5 : Lisa Peters
- 1990 : Un flic dans la mafia (Wiseguy) (série télévisée) - Saison 3, épisode 15 : Debbie Vitale
- 1990 : Génération Pub (Thirtysomething) (série télévisée) - Saison 3, épisode 15 : Courtney Dunn
- 1990 : Booker (série télévisée) - Saison 1, épisode 15 : Michelle Larkina
- 1990 : Gabriel Bird (série télévisée) - Saison 1, épisode 10 : Carmen
- 1991 : The New Adam-12 (série télévisée) - Saison 2, épisode 21 : Michelle Brown
- 1992 : Tequila et Bonetti (Tequila and Bonetti) (série télévisée) - Saison 1, 12 épisodes : officier Angela Garcia
- 1992 : Grapevine (série télévisée) - Saison 1, épisode 2 : Katie
- 1992 : FBI: The Untold Stories (série télévisée) - Saison 1, épisode 22 : agent Michele Evans
- 1993 : Hotel Room (série télévisée) - Saison 1, épisode 2 : Tina
- 1993 : Angle mort (Blind Side) de Geoff Murphy (téléfilm) : Melanie
- 1993 : Key West (série télévisée) - Saison 1, épisode 4 : Laurel
- 1993 : Seinfeld (série télévisée) - Saison 4, épisode 23 : Melissa Shannon
- 1994 : Gambler V : Playing for Keeps de Jack Bender (téléfilm) : Etta Place
- 1995 : All American Girl (série télévisée) - Saison 1, épisode 19 : Jane
- 1995 : Can't Hurry Love (série télévisée) - Saison 1, 19 épisodes : Didi Edelstein
- 1996 : Ellen (série télévisée) - Saison 3, épisode 27 : Dara
- 1996 : Le Célibataire (The Single Guy) (série télévisée) - Saison 3, 3 épisodes : Kate Conklin/The Mounted Cop
- 1996 : The Lazarus Man  (série télévisée) - Saison 1, épisode 19 : Sara Henderson / Dawson
- 1997 : Puzzle criminel (Night Sins) de Robert Allan Ackerman (téléfilm): Paige Price
- 1997-2000 : Prince Street (série télévisée) - Saison 1, 6 épisodes : Détective Nina Echeverria
- 1997 : Cracker (série télévisée) - Saison 1, épisode 1 : détective Penny Hatfield
- 1997 : L’Avocat du démon (The Advocate's Devil) de Jeff Bleckner (téléfilm): Rendi
- 1997-1998 : Urgences (ER) (série télévisée) - Saison 4, épisodes 2 à 14 sauf le 7: Cynthia Hooper
- depuis 1999 : New York, unité spéciale (Law & Order: Special Victims Unit) (série télévisée) - (depuis la saison 1) : Inspecteur, sergent, lieutenant puis capitaine Olivia Benson
- depuis 2000 : New York, police judiciaire (Law & Order) (série télévisée) - (6 épisodes, saison 10, 16, 21, 22, 24) : inspecteur Olivia Benson
- 2004 : La Voix de l'innocence (Plain Truth) de Paul Shapiro (téléfilm) : Ellie Harrison
- 2005 : New York, cour de justice (Law & Order: Trial by Jury) (série télévisée) - (saison 1, épisode 11): Inspecteur Olivia Benson
- 2014-2016 : Chicago Police Department (Chicago P.D.) (série télévisée) - (saison 2, épisodes 7 et 20 et saison 3, épisode 14): sergent Olivia Benson
- 2015 : Chicago Fire (série télévisée) - (saison 3, épisode 21) : sergent Olivia Benson
- depuis 2021 : New York, crime organisé (Law & Order: Organized Crime) (série télévisée) - (13 épisodes) : capitaine Olivia Benson

### Clip vidéo
- 2015 : Bad Blood de Taylor Swift, réalisé par David Gould et Joseph Kahn : Justice
- 2021 : BLKBX de Grace Gaustad, réalisé par Van Alpert : Dr. Hart
- 2022 : 93 Days & GAGA de Grace Gaustad, réalisé par Van Alpert : Louise
- 2023 : The Cloud & Disappear de Grace Gaustad, réalisé par Van Alpert : Louise

## Distinctions
- prix Gracie Allen 2004 : Actrice principale exceptionnelle dans une série dramatique pour New York, unité spéciale[19]
- Golden Globes 2005 : Meilleure actrice dans série télévisée dramatique pour New York, unité spéciale
- Primetime Emmy Awards 2006 : Meilleure actrice dans un feuilleton ou une série dramatique pour New York, unité spéciale[20]
- prix Gracie Allen 2009 : Femme leader exceptionnelle dans un drame pour New York, unité spéciale[21]
- New York Women in Film & Television Muse (NYWIFT) 2012 : Femmes New-yorkaise dans un film ou une série télévisée pour New York, unité spéciale[22]
- prix Gracie Allen 2014 : Actrice exceptionnelle dans un rôle principal dans un drame pour New York, unité spéciale[23]
- prix Gracie Allen 2017 : Actrice dans un rôle principal pour New York, unité spéciale[24]
- 58e Festival de Monte-Carlo à Monaco en 2018 : Nymphe en Cristal pour sa carrière[25]